# Чемпионат мира по стрельбе 1952
35-й чемпионат мира по стрельбе прошёл в 1952 году в Осло (Норвегия), всего за неделю до Олимпийских игр в Хельсинки. С 1912 по 2008 год это был единственный чемпионат мира по стрельбе, проведённый в один год с летними Олимпийскими играми.

## Общий медальный зачёт
(Синим цветом выделена принимающая страна)
| Место | Страна    | Золото | Серебро | Бронза | Всего |
| ----- | --------- | ------ | ------- | ------ | ----- |
| 1     | США       | 8      | 3       | 7      | 18    |
| 2     | Швейцария | 7      | 6       | 4      | 17    |
| 3     | Норвегия  | 6      | 4       | 4      | 14    |
| 4     | Швеция    | 5      | 8       | 6      | 19    |
| 5     | Финляндия | 3      | 5       | 4      | 12    |
| 6     | Аргентина | 1      | 0       | 2      | 3     |
| 7     | Канада    | 0      | 1       | 0      | 1     |
| 7     | Дания     | 0      | 1       | 0      | 1     |
| 7     | Египет    | 0      | 1       | 0      | 1     |
| 7     | Румыния   | 0      | 1       | 0      | 1     |
| 8     | ФРГ       | 0      | 0       | 1      | 1     |
| 8     | Италия    | 0      | 0       | 1      | 1     |
| 8     | Мексика   | 0      | 0       | 1      | 1     |

## Медалисты

### Винтовка
| Дисциплина                               | Золото                                                                                          | Серебро                                                                                        | Бронза                                                                                            |
| ---------------------------------------- | ----------------------------------------------------------------------------------------------- | ---------------------------------------------------------------------------------------------- | ------------------------------------------------------------------------------------------------- |
| Винтовка с трёх позиций, 300 м           | Аугуст Холленштайн (Швейцария)                                                                  | Йорма Тайтто (Финляндия)                                                                       | Роберт Бюрхлер (Швейцария)                                                                        |
| Винтовка с трёх позиций, 300 м (команды) | Швейцария · Отто Хорбер · Роберт Бюрхлер · Эрнст Хубер · Эмиль Грюниг · Аугуст Холленштайн      | Швеция · Уно Берг · Исак Эрбен · Вальтер Фрёстелль · Курт Юханссон · Таге Линдквист            | Финляндия · Паули Янхонен · Куллерво Лескинен · Микко Нордквист · Йорма Тайтто · Вильхо Юлёнен    |
| Винтовка лёжа, 300 м                     | Куллерво Лескинен (Финляндия)                                                                   | Йорма Тайтто (Финляндия)                                                                       | Роберт Бюрхлер (Швейцария)                                                                        |
| Винтовка с колена, 300 м                 | Вильхо Юлёнен (Финляндия)                                                                       | Роберт Бюрхлер (Швейцария)                                                                     | Отто Хорбер (Швейцария)                                                                           |
| Винтовка стоя, 300 м                     | Исак Эрбен (Швеция)                                                                             | Аугуст Холленштайн (Швейцария)                                                                 | Йорма Тайтто (Финляндия)                                                                          |
| Стандартная винтовка, 300 м              | Аугуст Холленштайн (Швейцария)                                                                  | Вальтер Фрёстелль (Швеция)                                                                     | Артур Джексон (США)                                                                               |
| Стандартная винтовка, 300 м (команды)    | Швейцария · Отто Хорбер · Роберт Бюрхлер · Георг Клавадечер · Эмиль Грюниг · Аугуст Холленштайн | Швеция · Уно Берг · Исак Эрбен · Вальтер Фрёстелль · Курт Юханссон · Андерс Квиссберг          | Норвегия · Мауритц Амундсен · Ларс Эсе · Халвар Конгсъёрден · Одд Саннес · Ойстейн Турман-Нильсен |
| Винтовка с трёх позиций, 50 м            | Эрлинг Конгсхёуг (Норвегия)                                                                     | Роберт Бюрхлер (Швейцария)                                                                     | Йохан Хунес (Норвегия)                                                                            |
| Винтовка с трёх позиций, 50 м (команды)  | Швейцария · Отто Хорбер · Роберт Бюрхлер · Эрнст Хубер · Эмиль Грюниг · Эрнст Шмид              | Швеция · Уно Берг · Исак Эрбен · Вальтер Фрёстелль · Курт Юханссон · Юнас Юнссон               | Норвегия · Йохан Хунес · Вилли Рёгеберг · Халвар Конгсъёрден · Мауритц Амундсен · Торе Скредегорд |
| Винтовка лёжа, 50+100 м                  | Артур Джексон (США)                                                                             | Верле Франклин Райт-мл. (США)                                                                  | Свен Дессле (Швеция)                                                                              |
| Винтовка лёжа, 50+100 м, (команды)       | США · Артур Кук · Артур Джексон · Эмметт Свансон · Верле Райт                                   | Норвегия · Мауритц Амундсен · Йохан Хунес · Одд Саннес · Торе Скредегорд                       | ФРГ Вальтер Геман Эрих Хотопф Альберт Зигль Йохан Вагнер                                          |
| Винтовка лёжа, 50 м                      | Артур Джексон (США)                                                                             | Уффе Шульц Ларсен (Дания)                                                                      | Артур Кук (США)                                                                                   |
| Винтовка лёжа, 50 м (команды)            | Швейцария · Отто Хорбер · Роберт Бюрхлер · Эрнст Хубер · Эмиль Грюниг · Эрнст Шмид              | Норвегия · Мауритц Амундсен · Йохан Хунес · Одд Саннес · Торе Скредегорд · Эрлинг Конгсхёуг    | США · Артур Кук · Артур Джексон · Эмметт Свансон · Верле Райт · Аугуст Вествргаард                |
| Винтовка с колена, 50 м                  | Свен Халиноя (Финляндия)                                                                        | Йохан Хунес (Норвегия)                                                                         | Эмметт Свансон (США)                                                                              |
| Винтовка с колена, 50 м (команды)        | Швеция · Уно Берг · Таге Линдквист · Вальтер Фрёстелль · Курт Юханссон · Карл Виберг            | Швейцария · Отто Хорбер · Роберт Бюрхлер · Эрнст Хубер · Эмиль Грюниг · Аугуст Холленштайн     | Норвегия · Мауритц Амундсен · Йохан Хунес · Одд Саннес · Торе Скредегорд · Эрлинг Конгсхёуг       |
| Винтовка стоя, 50 м                      | Эрлинг Конгсхёуг (Норвегия)                                                                     | Макс Ленц (Швейцария)                                                                          | Аугуст Холленштайн (Швейцария)                                                                    |
| Винтовка стоя, 50 м (команды)            | Швейцария · Эрнст Шмид · Роберт Бюрхлер · Эрнст Хубер · Макс Ленц · Аугуст Холленштайн          | Финляндия · Паули Янхонен · Куллерво Лескинен · Микко Нордквист · Йорма Тайтто · Вильхо Юлёнен | Швеция · Уно Берг · Исак Эрбен · Вальтер Фрёстелль · Курт Юханссон · Андерс Квиссберг             |

### Пистолет
| Дисциплина                                | Золото                                                                                 | Серебро                                                                                     | Бронза                                                                                  |
| ----------------------------------------- | -------------------------------------------------------------------------------------- | ------------------------------------------------------------------------------------------- | --------------------------------------------------------------------------------------- |
| Пистолет, 50 м                            | Торстен Уллман (Швеция)                                                                | Оке Линдблом (Швеция)                                                                       | Хьюэлетт Беннер (США)                                                                   |
| Пистолет, 50 м (команды)                  | Швеция · Оке Линдблом · Стуре Нордлунд · Хуго Лундквист · Торстен Уллман · Гуннар Шёдт | Швейцария · Хайнц Амбуэль · Хайнрих Келлер · Беат Ринер · Рудольф Шнидер · Александр Шпекер | Финляндия · Вели-Юсси Хёльсё · Клаус Лахти · Леонард Равило · Ойва Тюлли · Свен Виднаэс |
| Скорострельный пистолет, 25 м             | Хьюэлетт Беннер (США)                                                                  | Пенайт Калкай (Румыния)                                                                     | Карлос Саэнс Вальенте (Аргентина)                                                       |
| Скорострельный пистолет, 25 м (команды)   | США · Хьюэлетт Беннер · Вильям Макмиллан · Уолтер Девайн · Харри Ривс                  | Финляндия · Вяйнё Хеусала · Вели-Юсси Хёльсё · Леонард Равило · Лаури Тойкка                | Аргентина · Карлос Саэнс Вальенте · Гильермо Кабрал · Оскар Серво · Энрике Шак          |
| Пистолет центрального боя, 25 м           | Харри Ривс (США)                                                                       | Уолтер Уолш (США)                                                                           | Хьюэлетт Беннер (США)                                                                   |
| Пистолет центрального боя, 25 м (команды) | США · Хьюэлетт Беннер · Вильям Макмиллан · Уолтер Уолш · Харри Ривс                    | Швеция · Эрик Фагерхолм · Эрик Холмберг · Карл Робак · Гуннар Шётт                          | Мексика · Рафаэль Бермехо · Педро Авилес · Хосе Родригес Мирелес · Карлос Родригес      |

### Стендовая стрельба
| Дисциплина     | Золото                                                                   | Серебро                                                           | Бронза                                                                       |
| -------------- | ------------------------------------------------------------------------ | ----------------------------------------------------------------- | ---------------------------------------------------------------------------- |
| Трап           | Пабло Гросси (Аргентина)                                                 | Жорж Женерё (Канада)                                              | Кнут Холмквист (Швеция)                                                      |
| Трап (команды) | Швеция · Кнут Алвин · Кнут Холмквист · Ханс Лильедаль · Карл Палмстьерна | Египет · Сеиф Галеб · Юсеф Фарес · Мишель Марабути · Шериф Шахине | Италия · Итало Беллини · Феличе Крокко · Адольфо Манфреди · Галлиано Россини |
| Скит           | Кларенс Эдвинсон (США)                                                   | Сесил Джоунс (США)                                                | Чарлз Микаелис (США)                                                         |

### Стрельба по подвижной мишени
| Дисциплина                                              | Золото                                                                         | Серебро                                                                        | Бронза                                                                        |
| ------------------------------------------------------- | ------------------------------------------------------------------------------ | ------------------------------------------------------------------------------ | ----------------------------------------------------------------------------- |
| Двойные выстрелы по «бегущему оленю», 100 м             | Йон Ларсен (Норвегия)                                                          | Бенгт Аустрин (Швеция)                                                         | Карл Бокман (Швеция)                                                          |
| Двойные выстрелы по «бегущему оленю», 100 м (команды)   | Норвегия · Ханс Оснаэс · Биргер Буэринг-Андерсен · Ролф Бергерсен · Йон Ларсен | Финляндия · Матти Коскенмиэс · Тауно Мяки · Мартти Лиуттула · Юрьё Миеттинен   | Швеция · Биргер Кокгорд · Бенгт Аустрин · Макс Мировски · Пер Олоф Скёльдберг |
| Одиночные выстрелы по «бегущему оленю», 100 м           | Йон Ларсен (Норвегия)                                                          | Ролф Бергерсен (Норвегия)                                                      | Карл Бокман (Швеция)                                                          |
| Одиночные выстрелы по «бегущему оленю», 100 м (команды) | Норвегия · Ханс Оснаэс · Биргер Буэринг-Андерсен · Ролф Бергерсен · Йон Ларсен | Швеция · Биргер Кокгорд · Ханс Лильедаль · Макс Мировски · Пер Олоф Скёльдберг | Финляндия · Матти Коскенмиэс · Тауно Мяки · Мартти Лиуттула · Юрьё Миеттинен  |